# Licaria velutina
Licaria velutina är en lagerväxtart som beskrevs av H. van der Werff. Licaria velutina ingår i släktet Licaria och familjen lagerväxter. Inga underarter finns listade i Catalogue of Life.